# Dacia 1320
Dacia 1320 byl osobní automobil s karoserií hatchback, vyráběný rumunskou automobilkou Dacia mezi lety 1987 a 1990. Pochází z Dacie 1310 druhé generace, má jinou masku a hranatá světla, které jsou použity i u Dacie 1310 třetí generace. Byl nahrazen na začátku 90. let modelem 1325 (Liberta).